# Tutto qui accade
Tutto qui accade è un singolo del gruppo musicale italiano Negramaro, il quinto estratto dal sesto album in studio La rivoluzione sta arrivando e pubblicato il 29 aprile 2016.

## Video musicale
Il video ufficiale del singolo, diretto da Marco De Giorgi e pubblicato l'11 maggio 2016, vede come protagonisti gli attori Alessandro Borghi e Matilda De Angelis aggirarsi per le strade di Milano di notte.

## Formazione
- Giuliano Sangiorgi – voce, chitarra elettrica
- Emanuele Spedicato – chitarra elettrica
- Ermanno Carlà – basso
- Danilo Tasco – batteria, percussioni
- Andrea Mariano – pianoforte, tastiera, sintetizzatore, salterio
- Andrea De Rocco – campionatore

## Classifiche
| Classifica (2016)         | Posizione massima |
| ------------------------- | ----------------- |
| Italia (airplay)          | 11                |
| Italia (airplay italiane) | 5                 |